# سيمور توبنج
سيمور توبنج (11 ديسمبر 1921 - 8 نوفمبر 2020)، هو صحفي أمريكي ومراسل عالمي شهير، أحد أكثر المراسلين الأجانب إنجازًا من جيله في وكالة أسوشيتد برس ونيويورك تايمز، اشتهر بعمله كمراسل أجنبي يغطي الحروب في الصين وكوريا وفيتنام ولاوس وكمبوديا، والحرب الباردة في أوروبا. عمل في صحيفة نيويورك تايمز كمحرر إداري ومحرر أجنبي ومراسل أجنبي. كان أستاذًا فخريًا في سان باولو للصحافة الدولية بجامعة كولومبيا وشغل منصب مدير جوائز بوليتزر من 1993 إلى 2002.
كمراسل لوكالة أسوشييتد برس في عام 1949، كان شاهد عيان على سقوط نانجينغ، عاصمة حكومة شيانج كاي شيك القومية، في جيش ماو تسي تونغ الأحمر. لقد كان انتصارًا رئيسيًا في الغزو الشيوعي للصين، وكان توبنج أول من أبلغ العالم بذلك.
بعد أن عزز الشيوعيون سيطرتهم وتحالفهم علانية مع الزعيم السوفيتي جوزيف ستالين، تم طرد توبنج وغيره من المراسلين الأمريكيين من البر الرئيسي، مع وصول توبنج إلى هونغ كونغ في أواخر عام 1949. ومن هناك، بعد زيارة إجازة زيارة الوطن إلى الولايات المتحدة وانعطف عاجلاً إلى كندا لزيارة زوجته المستقبلية أودري والزواج منها، وعاد إلى مكتب وكالة الأسوشييتد برس في هونغ كونغ. كان يأمل أن توافق السلطات الشيوعية الصينية على طلبه بالعودة إلى الصين. أثناء انتظار ردهم، وافق توبنج على مهمة في الهند الصينية الفرنسية. بعد تعيينه في لندن كمراسل دبلوماسي و برلين الغربية كرئيس مكتب لوكالة أسوشييتد برس، انضم توبنج في عام 1959 إلى التايمز، حيث كان يعمل لمدة 34 عامًا.
كما رواها في مذكراته عام 1972 عن مسيرته الصحافية في آسيا، بعنوان: “رحلة بين صينين”.

## حياته
ولد توبنج باسم سيمور توبولكسي في 11 ديسمبر 1921 في حي هارلم بمدينة نيويورك. هاجر والده جوزيف ووالدته آنا سيدمان (عائلة يهودية) من روسيا هربًا من العنف هناك. نشأ في الأحياء الخارجية في كوينز وبرونكس وتخرج من مدرسة إيفاندر تشايلدز الثانوية في نيويورك عام 1939. حصل على شهادته الجامعية في الصحافة من كلية الصحافة بجامعة ميسوري عام 1943.
كان متزوجًا من المصورة الصحفية والمخرجة الوثائقي والمؤلفة أودري رونينج توبنج (ابنة الدبلوماسي الكندي تشيستر رونينج) في 10 نوفمبر 1948، كان لديهم خمسة أطفال.التقى توبينج بأودري رودينج، التي أصبحت زوجته ومعاونته منذ 69 عامًا ، في عام 1948 عندما كانت طالبة تبلغ من العمر 18 عامًا في جامعة نانكينج. كانت ابنة الدبلوماسي الكندي تشيستر رونينج، وكانت من عائلة مبشرين لوثريين في الصين.

## وفاته
قالت ابنته ريبيكا في بيان عبر النت إن توبينغ توفي “بسلام” في مستشفى وايت بلينز.

## من مؤلفاته
كتاب: “رحلة بين صينين” (مذكراته عام 1972 عن مسيرته الصحافية في آسيا).

## روابط خارجية
- مدرسة ميسوري للصحافة - سيمور تتصدر